# Business Family

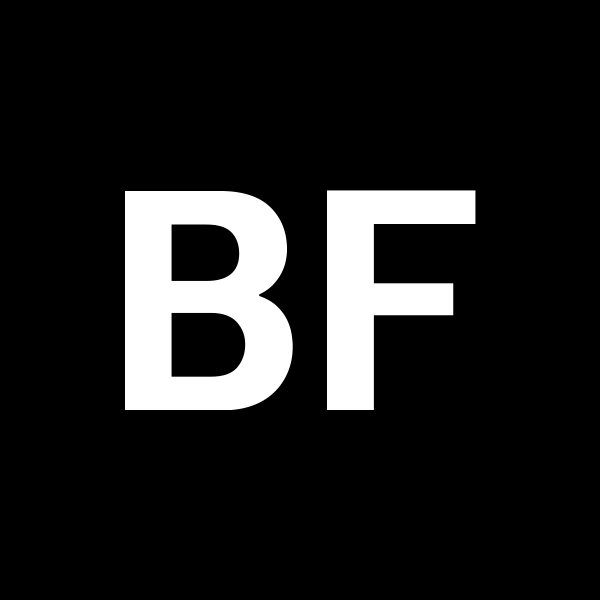
Quadro logo

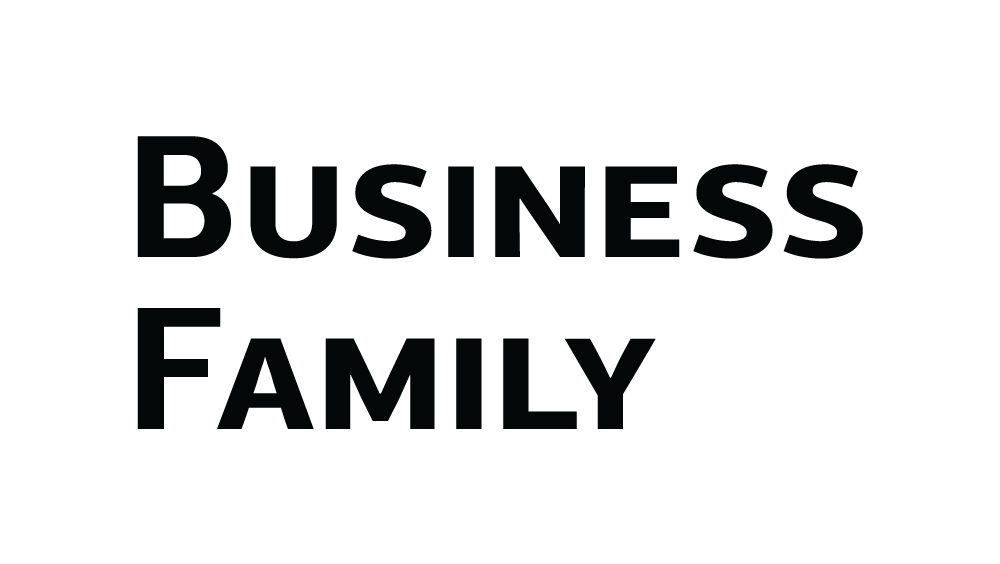
Original logo (inversed colors)

Business Family (рус. бизнес-семья, произносится «Бизнес Фэмили», сокращенно BizFam, БизФам) — одна из крупнейших деловых социальных сетей, основанная на практике нетворкинга и офлайн-встреч предпринимателей и менеджеров среднего и высшего звена крупных российских и западных компаний.
Изначально встречи проводились только для предпринимателей из финансовой отрасли и назывались они «IBpeople». Позже заинтересовались и другие отрасли, в связи с чем из спонтанных встреч стало формироваться целое и уникальное в своем роде в России бизнес-сообщество.
В 2012 году мероприятия Business Family (бывш. IBpeople) проводились только в Москве. В 2014 году началась экспансия в регионы и за пределы России. Так к 2015 году мероприятия Business Family кроме Москвы охватили Санкт-Петербург, Челябинск, Уфу, Омск, Тюмень, некоторые другие регионы России, а также Казахстан (Алма-Ата) и республику Беларусь (Минск). В ноябре 2015 года состоялась первая встреча в Женеве (Швейцария). Первое мероприятие в Лондоне проведено в марте 2016 года.
На начало 2017 года в базе Business Family более 400 000 предпринимателей из Москвы, 10 регионов России и стран СНГ.

## Целевая Аудитория
Основная аудитория делового сообщества — это менеджеры, преимущественно высшего и среднего звена, ведущих российских и западных компаний. Соотношение мужчин и женщин — 50 на 50. Возраст — от 25 до 45.

## Мероприятия

### Основные цели участников сообщества
- Расширить круг своих бизнес-контактов и заключить выгодную сделку
- Обсудить и поделиться новостями
- Узнать о новых карьерных возможностях, на встречах Mainstream всегда есть столик с рекрутерами
- Найти новых друзей и просто хорошо провести время

### Формат встреч
Все встречи Business Family проходят с 20.00 до 23.30 на премиум-площадках. Вход строго по списку. Деловой стиль одежды обязателен.

### Виды событий

#### Mainstream
На Mainstream собираются представители всех возможных индустрий. Это дает возможность быстро расширить круг своих контактов и проникнуться атмосферой нетворкинга. Встречи проходят каждый четверг.

#### Отраслевые встречи
Формат специализированных встреч позволяет собрать представителей определенной индустрии в одном месте в один день. Это отличный повод узнать, что происходит у коллег по цеху, перенять лучший опыт, узнать о предложениях работы. В настоящий момент Business Family проводит встречи для 28 отраслей промышленности. Каждая отраслевая встреча проходит раз в квартал во вторник и среду.

#### Бизнес-завтраки
Лидогенерирующее мероприятие, на котором различные компании адресно могут представить свою услугу, товар или проект, заключить сделку, получить обратную связь от потенциальных клиентов, валидировать гипотезы развития своей фирмы на рынке, и понять потребность его услуг в рядах бизнес-аудитории. Длиться оно, как правило, 2 часа, и проходит обычно в будни с 11.00 до 13.00.

#### Вебинары
Онлайн презентация компании о своем проекте/услуги/товаре. Зарегистрироваться и поучаствовать в обсуждении может каждый желающий.

#### Мероприятия выходного дня
Встречи развлекательного характера, которые позволяют объединить участников бизнес-сообщества в выходные дни.

#### Купи-продай (Lead Generation)
Встречи проходят в режиме онлайн. На событии аудитория разделена на два сегмента: поставщики и покупатели.
Мероприятие дает отличную возможность покупателям и поставщикам пообщаться в неформальной обстановке.

#### Мастер-классы
Мероприятия, на которых выступают приглашенные спикеры из различных индустрий для того, чтобы поделиться опытом и обменяться идеями. Как правило, спикеры являются первыми лицами компании/страны.

#### Встречи выпускников
Пятничные встречи выпускников лучших вузов страны, на которых Вы сможете пообщаться и обменяться опытом не только со своими однокурсниками (как это обычно бывает), но и со студентами ранних или более поздних годов выпуска.

#### Партнерские мероприятия
Выставки, форумы, конференции, а также специальные предложения от партнеров Business Family, которые проходят на их собственных площадках, предоставляющие специальные условия для участников сообщества.

### Отрасли
- Автомобильная промышленность
- Архитектура и дизайн
- Государственные корпорации
- Закупки
- Информационные технологии
- Масс-медиа
- Медицина и фармацевтика
- Международные отношения
- Металлургия и угольная промышленность
- Нефтегазовая отрасль
- Одежда, обувь и аксессуары
- Переводчики
- Пищевая и легкая промышленность
- Реклама, маркетинг и продажи
- Розничная торговля
- Связи с государством
- Связи с общественностью
- Системы безопасности и охрана
- Спортивные и фитнес-клубы, салоны красоты
- Страхование
- Строительство и недвижимость
- Телекоммуникации
- Транспорт и логистика
- Туризм, гостиницы, рестораны
- Управление персоналом
- Финансовая и банковская деятельность
- Франчайзинг
- Электроника и бытовая техника
- Электроэнергетика
- Юридическая отрасль

### Модерация
При регистрации на событие, участник попадает в список ожидания. В течение нескольких дней модератор проверяет каждого по нескольким критериям:
- Фамилия и имя должны быть настоящими. Питеру Паркеру придет сообщение с просьбой указать верные данные и отправить заявку еще раз.
- Компания должна существовать.
- Фотография должна соответствовать действительности.
- При регистрации на отраслевую встречу, компания участника должна соответствовать этой должности.
- Если не соответствует, необходимо уточнить причину посещения именно этого мероприятия.

После проверки модератора заявку участник либо одобряют, либо отклоняют, либо же просят добавить какие-либо недостающие данные.

## Функции

### Регистрация
Business Family позволяет бесплатно зарегистрироваться и создать профиль с собственной фотографией, указав необходимую информацию, включая компанию, в которой работает предприниматель и должность, которую занимает.

### Система общения
На каждом мероприятии Business Family обязательно присутствует специальная система общения, про которую неоднократно писали различные СМИ. На всех событиях стоят специальные экраны, на которых отображается: кто сейчас заходит, с кем установлен контакт, кто с кем инициирует знакомство и бизнес-предложения присутствующих. При входе на встречу участников встречает хостесс с планшетом, которая регистрирует пришедших. В течение нескольких минут человеку приходит SMS со ссылкой, перейдя по которой, он сможет воспользоваться системой. Каждый пришедший видит список всех находящихся на встрече и может легко инициировать знакомства с кем хочет. Чем больше участник ходит на мероприятия, тем больше у него привилегий и возможностей познакомиться благодаря «Спасиблям». Также на некоторых встречах включена функция «случайные знакомства» — система отправляет смс-сообщение пришедшим на событие людям, в котором советует познакомиться с тем или иным участникам. Это придумано для того, чтобы облегчить первый шаг к практике нетворкинга и использования софта.

### Спасибли
Спасибли — это внутренняя валюта Business Family, которую получают участники, проявляющие активность: ходят на мероприятия, оценивают других пользователей, оставляют отзывы о встречах и проявляют другую активность, направленную на улучшение проведения событий и поднятия уровня сообщества Business Family в целом.
На сайте есть список ТОП-500, где можно посмотреть самых активных участников сообщества.

### Привилегированные пользователи
Участники, которые хотят ходить на события Business Family на особых условиях, получать больше спасиблей и безграничное кол-во звонков могут приобрести Gold или Platinum-аккаунты.

#### Возможности Gold-аккаунта
- Мгновенная модерация и публикация предложений;
- Прикрепление файла к предложениям;
- Статистика просмотров предложений;
- Безлимитные звонки на мероприятиях;
- В 2 раза больше спасиблей.

#### Возможности Platinum-аккаунта
- Все возможности Gold-аккаунта;
- Гарантированное посещение любого индустриального события Business Family (подтверждение без листа ожидания);
- Возможность посещения встреч без предварительной регистрации.

### Поиск людей по отрасли
В 2015 году появилась новая функция для поиска контактов среди участников бизнес-сообщества. Благодаря ей есть возможность связаться с необходимым человеком из нужной компании и занимающую необходимую должность, если такой человек есть в базе сообщества.

## Инвестиции
В 2014 году венчурный фонд Softline Seed Fund (инвестиционное товарищество, созданное группой компаний Softline и ФПИ РВК) объявил об инвестировании в Business Family. Фонд получил долю в проекте в размере 7 % за 7,5 млн руб.

## Монетизация
Основным заработком Business Family стала возможность дать различным компаниям соприкоснуться с труднодоступной бизнес-аудиторией до, во время и после событий.

### Спонсорство
В основной спонсорский пакет входит: анонс мероприятия на всю аудиторию сообщества, добавление информации в общую понедельничную рассылку, размещение логотипа с ссылкой-переходом на сайт компании, размещение поста в соц.сетях, SMS-напоминание перед встречей, 2 ролл-апа и другие POS-материалы на самом мероприятии, трансляция логотипа и информации о спонсоре на экранах и в ленте мероприятия на всех мобильных устройствах участников, а также возможность присутствия представителей компании-спонсора за отдельным столом для информирования пришедших участников о своем товаре/услуге

### Бизнес-завтрак
При подготовке к бизнес-завтраку выполняется такая же подготовка, как и при спонсорстве. Только Business Family зовет на утренний бизнес-завтрак, чтобы поучаствовать в двухчасовой презентации компании, а не пообщаться в свободной форме на вечернем мероприятии. Максимальное разрешенное количество пришедших участников — 20 человек. Business Family уверены, что это идеально число людей, чтобы адресно к каждому обратится, собрать обратную связь, успеть ответить на вопросы и договориться о дальнейшей встрече. Вход бесплатный, но строго по списку, одобренному клиентом.

### Вебинар
Business Family предоставляет платформу для проведения вебинаров. Есть возможность провести вебинар на 30 или 60 минут. Преимущество проведение вебинара заключается в возможности участия не только Москвы, но и других регионов. Также количество участников может достигнуть 100 человек.

### Партнерские события
Все деловые события нуждаются в качественной и большой аудитории, которой обладает Business Family. В связи с этим поддержка конференций, форумов, семинаров стала одной из самых популярных услуг у BizFam.

### Закрытое мероприятие
Business Family находится в отличных отношениях с площадками и работает с ними на выгодных условиях. Зная это, к команде BizFam часто обращаются за помощью в организации закрытого события, начиная от обучающего семинара, заканчивая банкетом.